# Rocca di Manerba
Rocca di Manerba ist eine Burgruine auf dem gleichnamigen Felsen über Manerba del Garda am Westufer des Gardasees in der Provinz Brescia, Lombardei.

## Geschichte
Funde belegen, dass bereits vor mehr als 10.000 bis 7.000 Jahren Menschen auf dem Hügel siedelten. Römer errichteten dann auf dem Felsen Rocca di Manerba einen Tempel zu Ehren der Göttin Minerva.

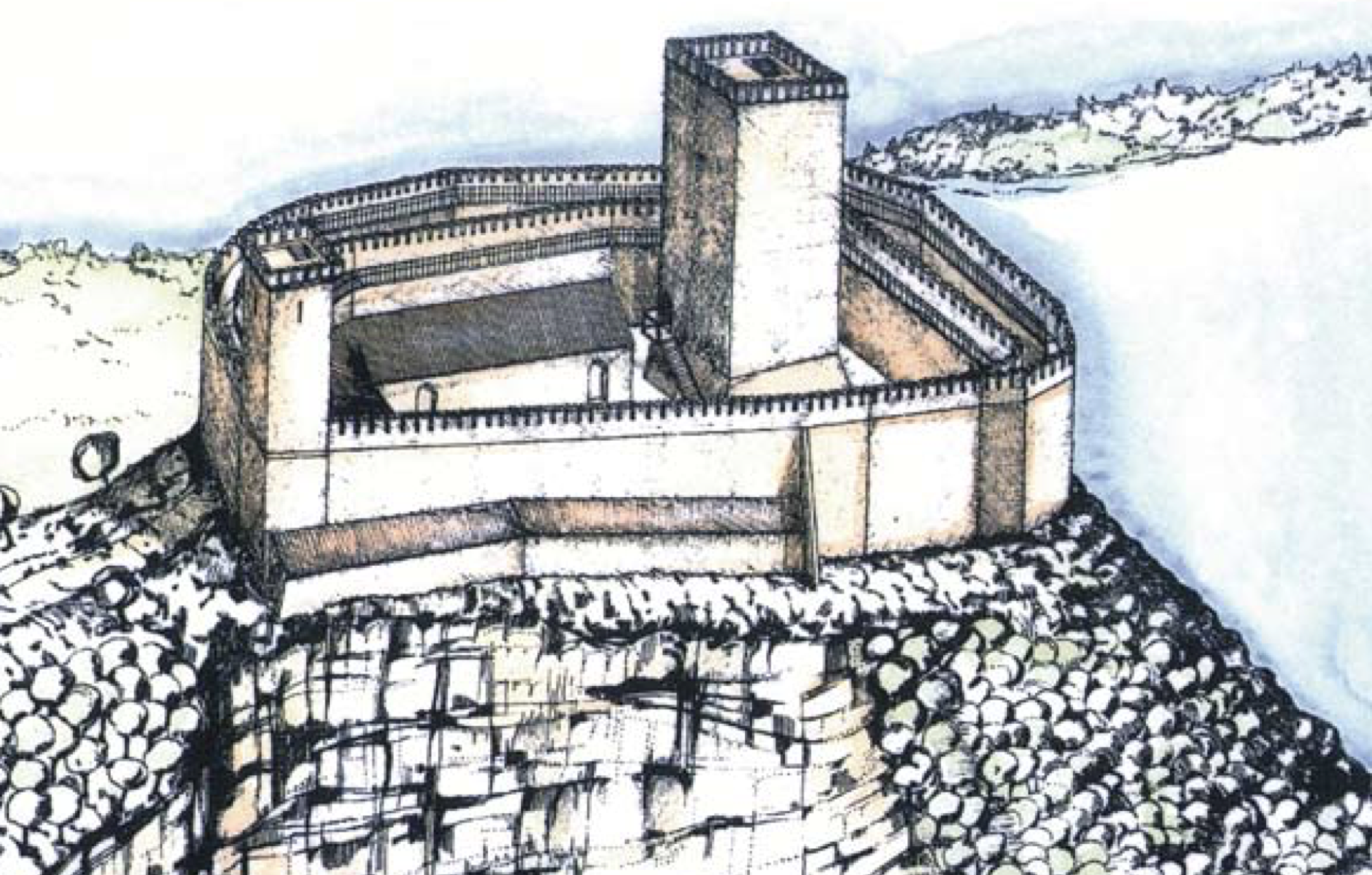
Rekonstruktion der Burg

Erstmals urkundlich erwähnt wurde die Burg 1090. Sie wechselte im Laufe der Geschichte mehrmals den Besitzer. 1277 wurde sie von Brescia erobert und später teilweise zerstört. Nach ihrem Wiederaufbau wurde die Rocca 1512 durch die Truppen von Gaston de Foix im Großen Venezianerkrieg belagert und anschließend geschleift.
Von der mittelalterlichen Festung ragen noch zwei obere Schutzringe heraus. Die Entdeckung der Festung basiert auf Zufallsfunden aus dem Jahr 1955 und späteren systematischen Ausgrabungen.